# Sassy (Calvados)
Sassy település Franciaországban, Calvados megyében. Lakosainak száma 212 fő (2022. január 1.). Sassy Ernes, Maizières, Olendon, Ouilly-le-Tesson, Perrières, Rouvres és Vendeuvre községekkel határos.

## Népesség
A település népessége az elmúlt években az alábbi módon változott:
| Lakosok száma | 248  | 213  | 194  | 189  | 208  | 215  | 209  | 207  | 208  | 212  |
|               | 1968 | 1982 | 1990 | 2006 | 2013 | 2015 | 2017 | 2019 | 2020 | 2022 |